# Alsgruvan

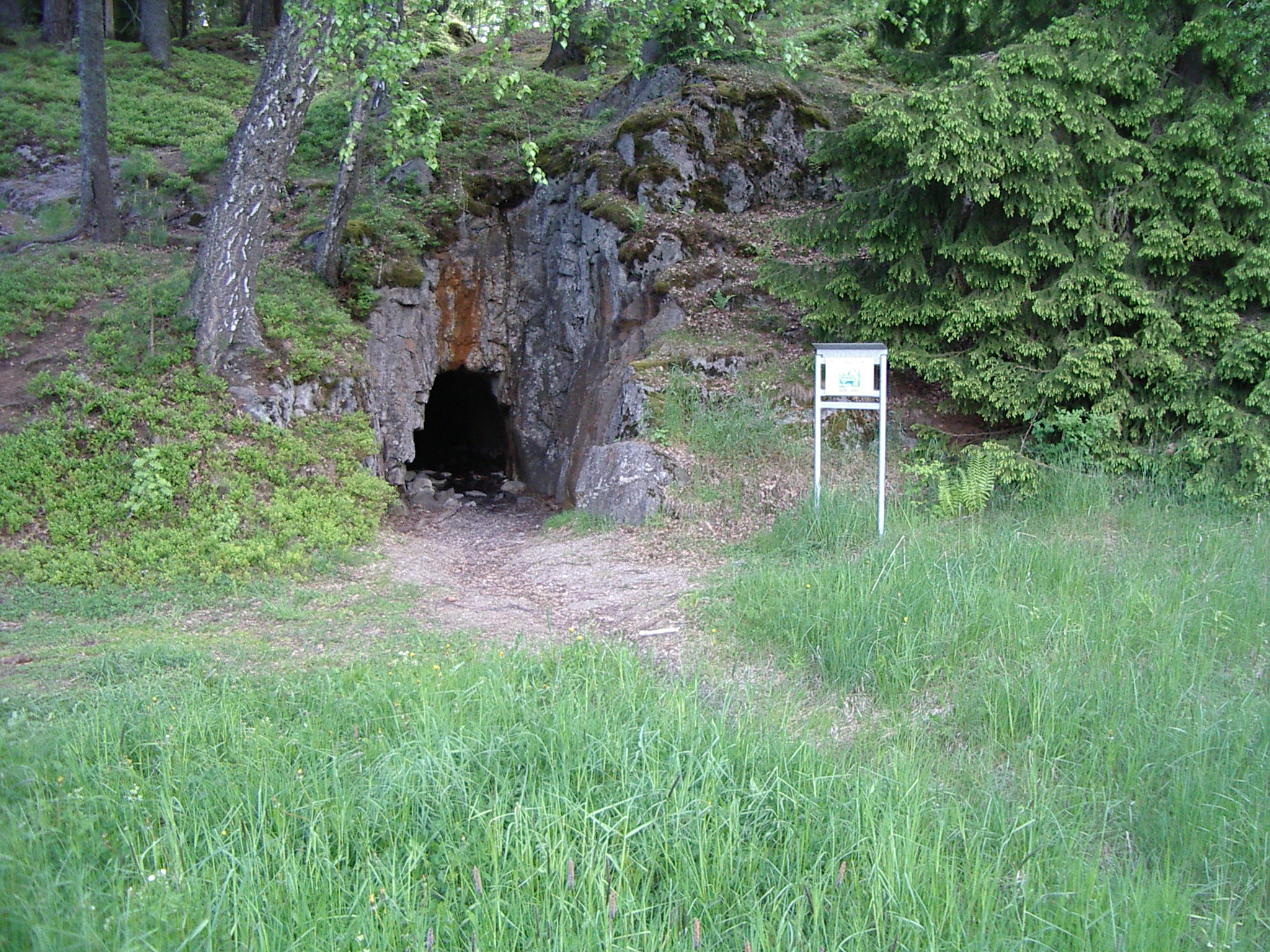
Alsgruvans ingång till stollgången

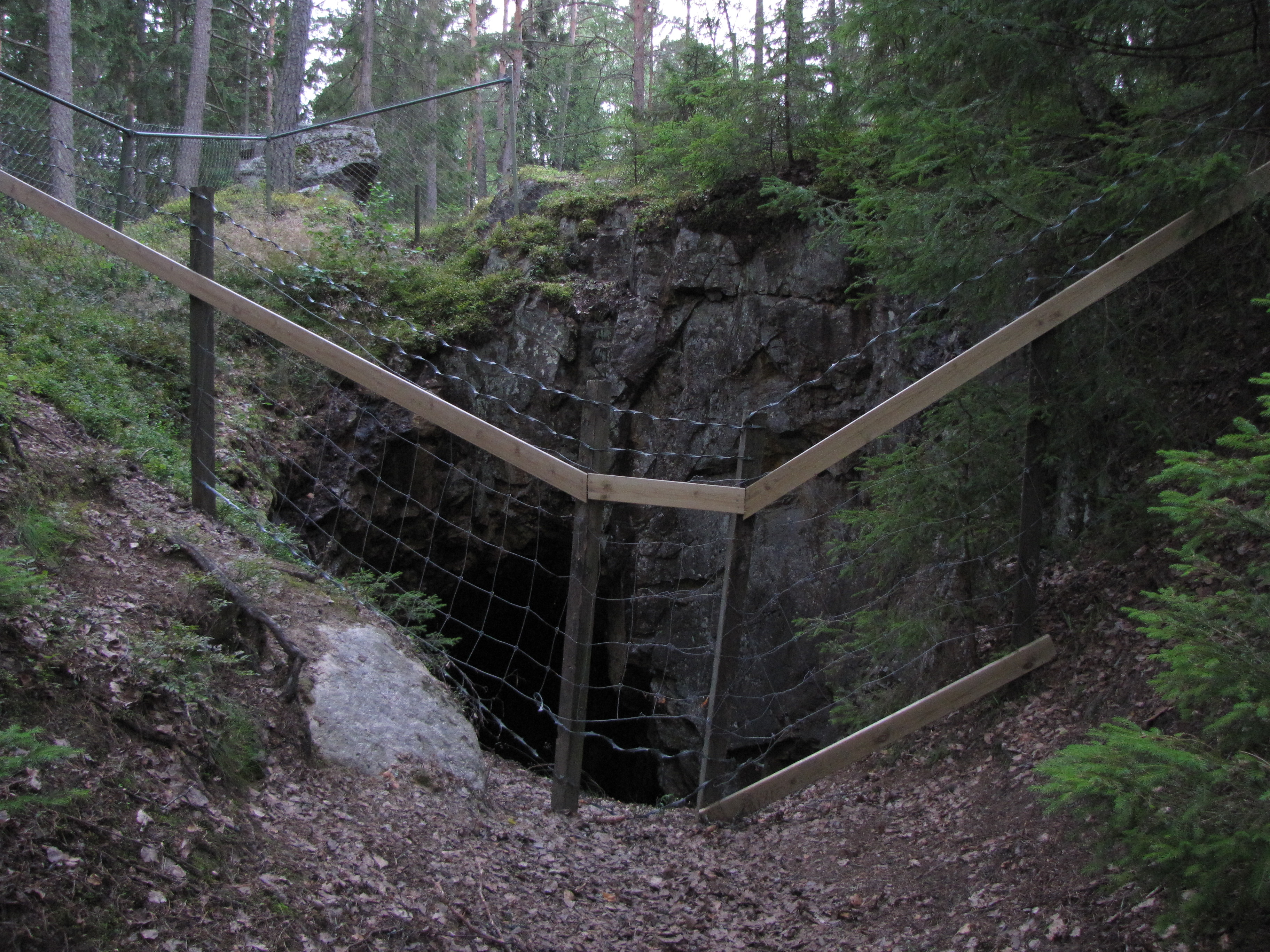
Schaktet uppifrån. Detta schakt användes flitigt vid inspelningen av SVT:s serie "Morden"

Alsgruvan eller Mälbygruvan är en gammal nedlagd gruva i Mälby säteri några kilometer söder om Gnesta. Namnet syftar på hemmanet Al på vars mark gruvan finns. Al tillhör säteriet Mälby.
I Alsgruvan bröt man koppar- och nickelmalm på 1800-talet och i början av 1900-talet. De flesta svenska gruvor var järngruvor, så Alsgruvan är en ovanlig gruva i Sverige. 1876-1878 bröts här 886 ton malm som användes i det rysk-turkiska kriget 1877-1878. Orterna i gruvan har fått namn från Turkiet (Osman Pascha, som ledde den osmanska armén) och Bulgarien (Plevna, staden där osmanerna år 1877 förlorade mot ryssarna i tre avgörande slag).
I denna gruva borrade man för hand, sprängde med krut, och körde sedan ut malmen med handkraft. Efter 1878 lades gruvan ned, men p.g.a. nickelbristen under första världskriget återupptogs driften några år, då 198 ton nickelmalm bröts. Sedan lades gruvan ned för gott. Även under andra världskriget var det nickelbrist, och gruvan var då till salu men ingen ville köpa den.
Gruvan består av en ca 100 meter lång stollgång, ett ganska stort men inte särskilt djupt gruvschakt samt några påbörjade gruvorter. Underbyggnaden till rälsvägen där man fraktade malm och gråberg på vagnar finns kvar. I närheten finns även några mindre försöksbrott som numera är vattenfyllda. Men huvudgruvan är nästan fri från vatten och man kan gå in där - dock behövs stövlar eftersom det är decimeterdjupt vatten precis vid ingången och en bit in. Ficklampa rekommenderas.
Vintertid är ingången till Alsgruvan oftast blockerad av ett "isfall": långa istappar som vuxit till sig under omväxlande köld och tö. Under april månad brukar isfallet smälta bort.
I SVT:s miniserie Morden hittas i början ett lik i ett vattenfyllt schakt i anslutning till ett militärt bergrum. Denna scen och de andra scenerna i schaktet spelades in i Alsgruvan den 30 mars - 3 april 2009. Den riktiga Alsgruvan saknar dock de stora utsprängda bergrummen nära schaktet, allt som finns är en ganska kort stollgång och några korta gruvorter.

## Galleri

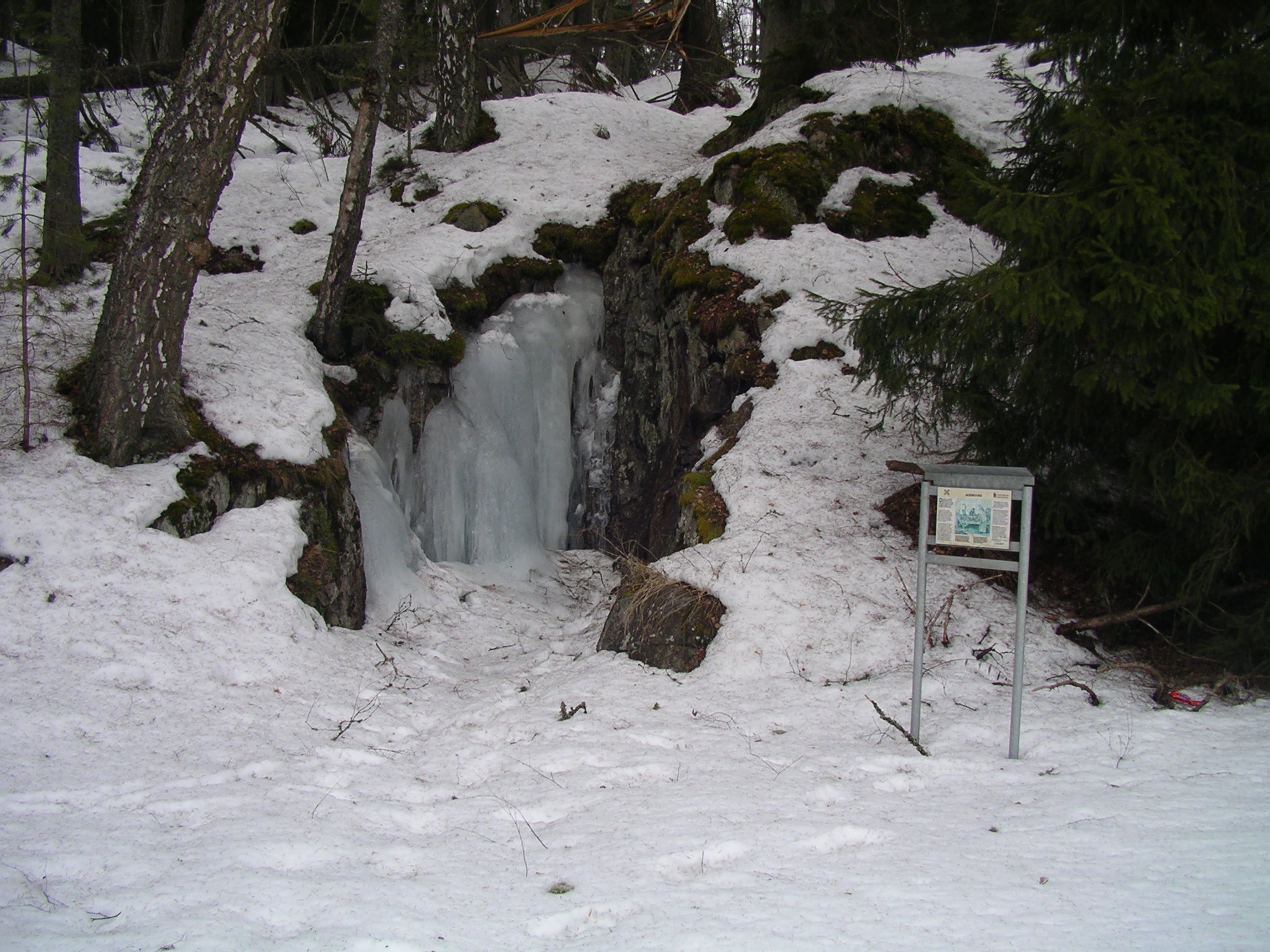
Alsgruvans ingång vintertid, blockerad av istappar
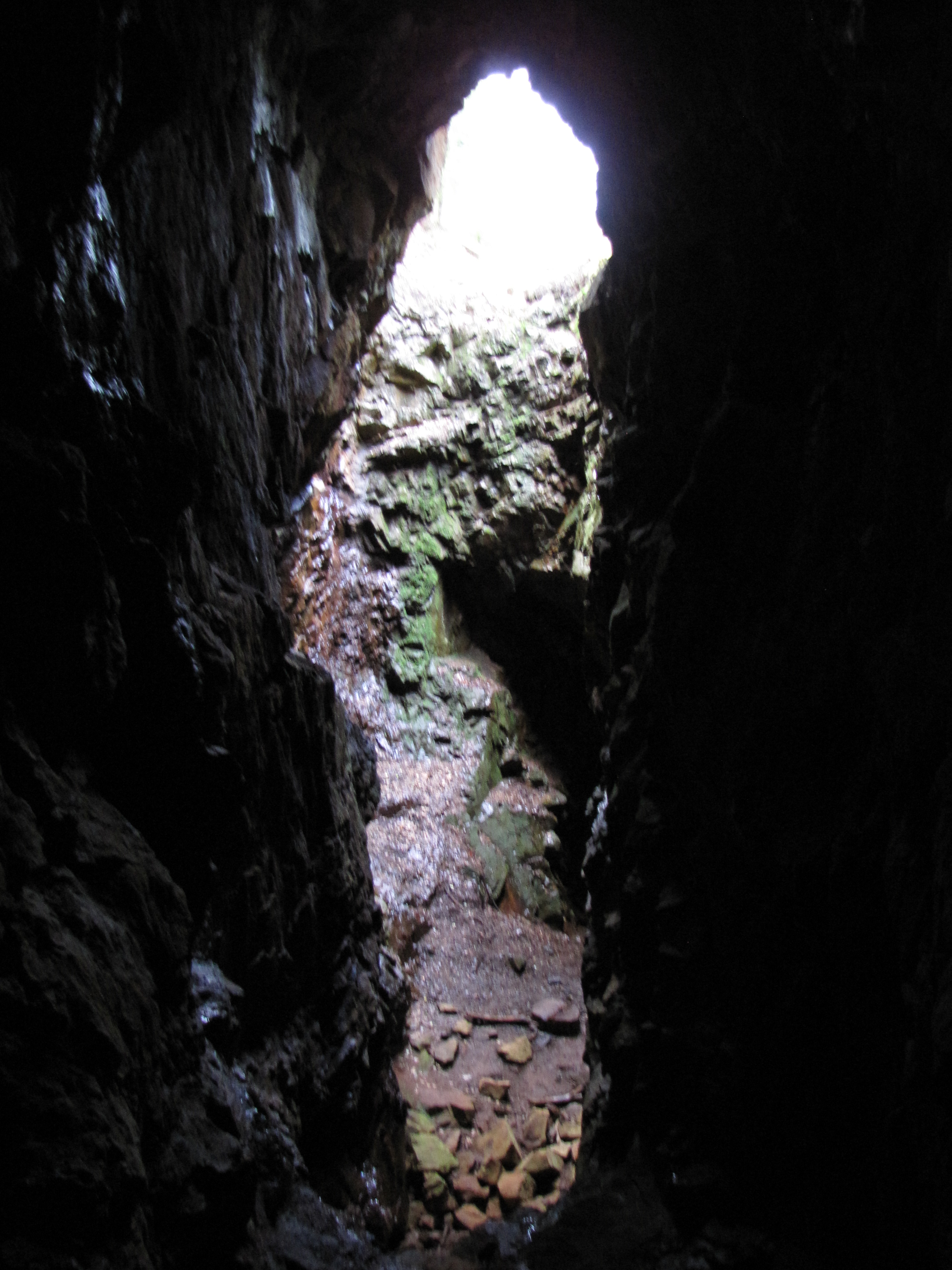
Schaktet underifrån, från stollgången
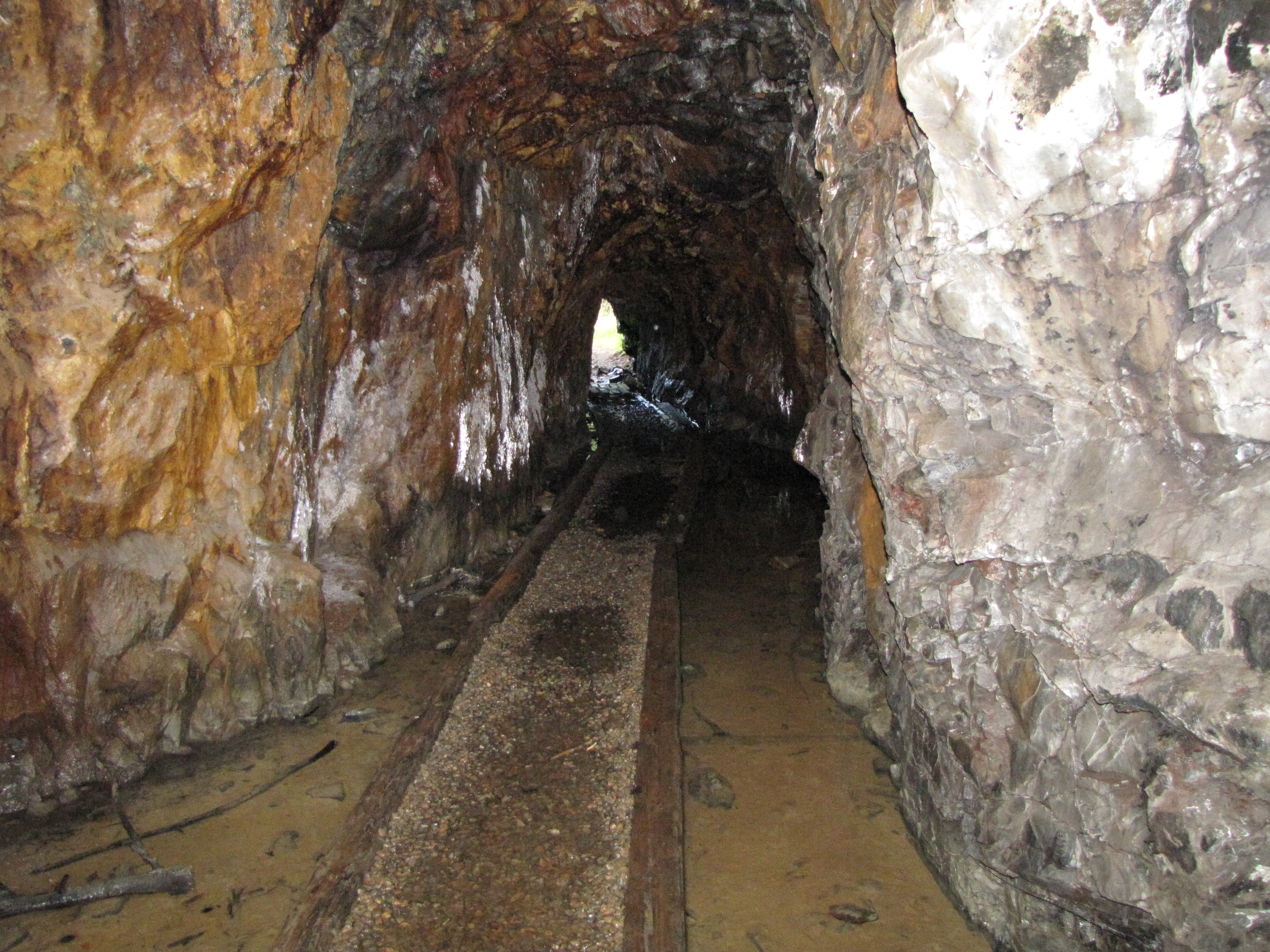
Stollgången i Alsgruvan, mot utgången
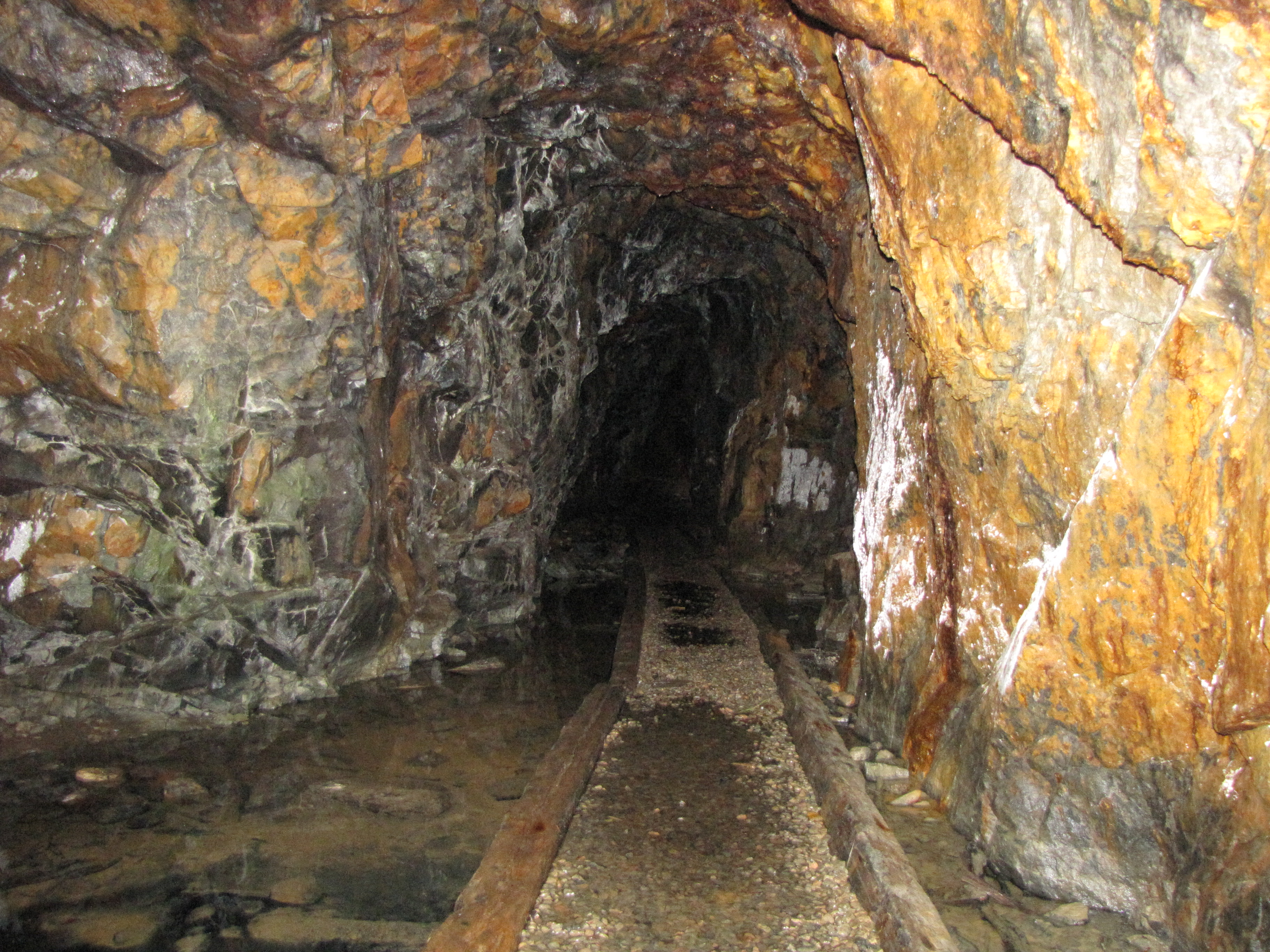
Stollgången i Alsgruvan, inåt
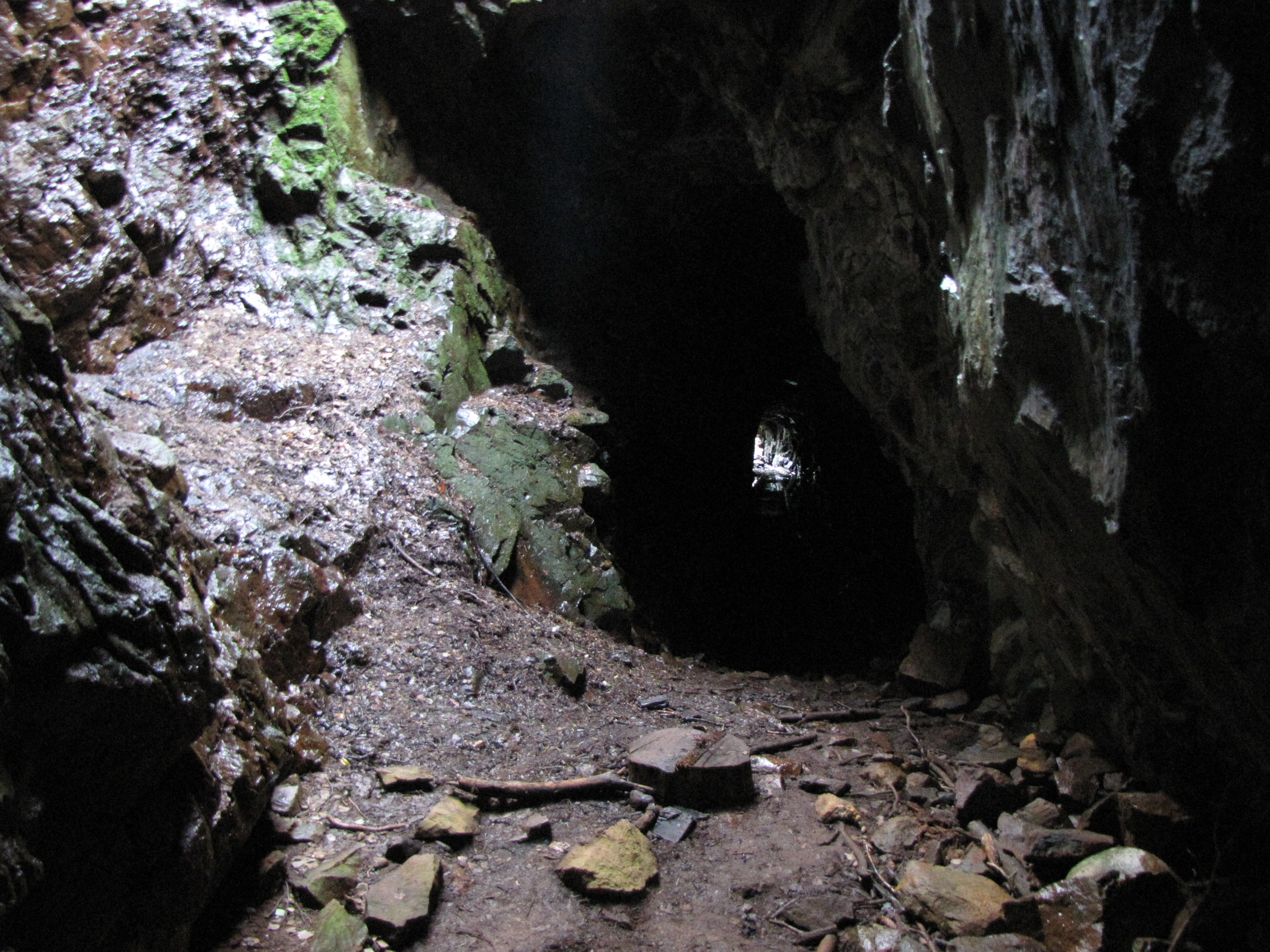
Stollgången från schaktet mot utgången